# Герцл, Йозеф
Йозеф Герцл (чеш. Josef Hercl; 7 октября 1928, Прага — 26 мая 2005, Прага) — чешский дирижёр.
Ещё в тринадцатилетнем возрасте руководил хором своей гимназии. Одновременно начал заниматься церковным пением, в том числе в хоре Костёла Святого Игнатия Лойолы. Окончил Пражскую консерваторию как органист, ученик Яна Бедржиха Крайса. Затем учился в Академии музыкальных искусств в Праге, в том числе изучал дирижирование у Алоиса Климы и Вацлава Сметачека, хоровое дирижирование у Яна Кюна.
В 1951 г. основал хор пражской Базилики святого Иакова и руководил им до 2002 г. Помимо участия в богослужениях, хор с 1970-х гг. вёл и обширную концертную деятельность, также под руководством Герцла и под названием Cantores Pragenses. Одновременно начиная с 1960 г. сотрудничал как дирижёр с Карловарским симфоническим оркестром, в 1968 г. после эмиграции прежнего руководителя В. Матея недолгое время руководил им.